# Zbór Kościoła Zielonoświątkowego „Betel” w Aleksandrowie Kujawskim
Zbór Kościoła Zielonoświątkowego „Betel” w Aleksandrowie Kujawskim – zbór Kościoła Zielonoświątkowego w RP znajdujący się w Aleksandrowie Kujawskim.